# Philipp I. von Viermund
Philipp I. von Viermund zu Nordenbeck und Bladenhorst (auch von Virmundt oder von Viermünden, * vor 1470; † 9. November 1528) war Herr von Nordenbeck, Bladenhorst und Mallem sowie Amtmann von Medebach.

## Leben
Er entstammte der hessischen Adelsfamilie von Viermund, die auf der Burg Nordenbeck residierte. Er war der älteste Sohn von Konrad IV. von Viermund, Herr von Nordenbeck und Fürstenberg, Amtmann von Medebach, und dessen Gattin Margaretha geb. von Hatzfeld zu Wildenburg. Er hatte zwei jüngere Brüder, Johann († 1510) und Ambrosius († 1539).
Als sein Vater um 1493 starb, wurde dessen Nachlass unter den drei Brüdern geteilt. Philipp erhielt eine Hälfte der Burg und Herrschaft Nordenbeck sowie das Amt Medebach. Johann erhielt die andere Hälfte der Burg und Herrschaft Nordenbeck und das halbe Gericht Viermünden. Ambrosius erhielt die Herrschaft Fürstenberg.
1496 heiratete Philipp in erster Ehe Beatrix von Düngelen († 1514), Tochter des Hermann von Düngelen, Herr von Bladenhorst, aus deren Recht Philipp die Herrschaft Bladenhorst erbte. Er begründete dort die westfälischen Linie Viermund-Bladenhorst, die Bladenhorst bis 1624 im Besitz hielt.
Als sein Bruder Johann 1510 kinderlos starb, fiel dessen Anteil an Nordenbeck Philipp zu, während Ambrosius das halbe Gericht Viermünden erhielt. Ambrosius hatte inzwischen durch Heirat die Herrschaft Neersen am Niederrhein erworben und die Herrschaft Fürstenberg verkauft. Er veräußerte nun das halbe Gericht Viermünden an Philipp. 1519 wurde Philipp auch Herr von Mallem im Herzogtum Geldern (heutige Niederlande, Gemeinde Berkelland).
Nach dem Tod seiner ersten Frau heiratete er 1515 Margarethe von Schönfeld gen. Grasdorf, die Witwe des Mathias von Saasen.

## Nachkommen
Kinder aus erster Ehe waren:
- Johann von Viermünden (* 6. August 1498; † 6. Februar 1547 in Erfurt, begr. ebd. (Franziskaner-Observantenkloster)), ⚭ Anna von Bevern († 1538, begr. Schloss Bladenhorst (Kapelle)), Tochter des Arnold von Beveren und der Engel von Romberg;
- Margareta von Viermünden (* 13. Juli 1499; † 19. Juli 1499 in Medebach, begr. in Nieder-Ense (Petruskirche));
- Lutgard von Viermünden (* 25. August 1500; † kurz nach der Geburt, begr. Altena);
- Hermann von Viermünden (* 6. September 1501; † 18. März 1563, begr. in Dringenberg (St. Marienkirche)), Herr von Nordenbeck, Amtmann von Medebach (1528) und Dringenberg (1538), ⚭ I. 6. Januar 1535 (Ehevertrag) Theodora von Büren († 1538), Tochter des Dietrich von Büren zu Ringelstein und der Katharina von Klencke, ⚭ II. (bürgerlich) Anna N.N.;
- Anna von Viermünden (* 10. September 1502; † 2. November 1582), ⚭ Jobst von Hörde zu Boke († 5. Februar 1546), Amtmann zu Lippe (1510), Erwitte und Westernkotten (1536), Sohn des Johann von Hörde zu Boke und der Anna von Oer;
- Ambrosius von Viermünden (* 20. November 1503; † 28. Januar 1504, begr. in Nieder-Ense (Petruskirche));
- Franciscus von Viermünden (* 2. Juni 1505; † 26. Mai 1508, begr. auf Schloss Bladenhorst (Kapelle));
- Clara von Viermünden (* 2. November 1506; † 23. Februar 1572), Priorin des Klosters Saarn;
- Catharina von Viermünden (* 18. Dezember 1508; † 1597, begr. in Breuna), ⚭ 1524 Hermann von der Malsburg († 1557), Marschall von Hessen, Sohn des Otto von der Malsburg und der Beatrix von Schachten.

Kinder aus zweiter Ehe waren:
- Ambrosius IV. von Viermünden (* 15. Mai 1517; † kurz vor dem 8. Mai 1580), Herr von Mallem, Knappe, Holtrichter der Mark Usselo (1550–1553), Drost zu Steinfurt (1556), belehnt mit Schloss Oeding (1536 und 1555), belehnt mit Erb und Gut Oldenhus genannt Grasdorf (1563), ⚭ I. 26. Januar 1536 (Ehevertrag), Frederune von Morrien (urk. 1536–1556) Tochter des Diederich von Morrien und der Anna Valcke zu Rockel, ⚭ II. 22. Aug. 1564 (Ehevertrag) Margareta von Elverveldt († 2. Juli 1593, begr. in Vreden), Tochter des Johann von Elverveldt zu Blumenau und der Bathe von der Recke.

Aus einer unehelichen Verbindung mit Lotgard Tappen stammte:
- Berndt von Viermünden, ⚭ 1563 Odilia Heß von Wichdorf, Tochter des Konrad Heß von Wichdorf und der Anna Stapel.